# وزیر دارایی (ژاپن)
وزیر دارایی (به ژاپنی: 財務大臣, Zaimu Daijin) عضو هیئت دولت ژاپن مسئول وزارت دارایی (ژاپن) است.